# آلة مجردة
آلة مجردة (بالإنكليزية: abstract machine) أو حاسوب مجرد (بالإنكليزية: abstract computer) هي نموذج نظري (افتراضي) لنظام حاسوبي عتادي أو برمجي يستخدم في نظرية الأتمتة. تستخدم هذه الآلات النظرية في إجراء عملية تجريد لعملية الحوسبة بكافة إجرائياتها وتستخدم من ثم في فروع علوم الحاسب وهندسة الحاسوب وغالبا ما تفترض باراديغم أو أسلوب عمل في زمن متقطع discrete time.
في نظرية التحسيب، تستخدم غالبا الآلات المجردة ضمن التجارب الفكرية المتعلقة بالحسوبية وتحليل تعقيد الخوارزميات (نظرية التعقيد الحسابي). تعتبر الآلة المجردة النموذجية تتألف من دخل وخرج ومجموعة عمليات مصرح بها تستعمل لتحويل الدخل إلى خرج. أفضل الأمثلة وأكثرها شيوعا هو آلة تورنغ.
يمكن تعريف آلات مجردة أكثر تعقيدا بمجموعة تعليمات أوسع، المسجلات ونماذج لذواكر الحاسوب. أحد أكثر النماذج شيوعا ومشابهة للحاسوب في وضعه الحالي يدعى نموذج رام، الذي يسمح بوصول عشوائي لمواقع الذاكرة المفهرسة. وعندما تكبر فوارق الأداء بين المستويات المختلفة لذاكرة الكاش cache memory، تزداد أهمية النماذج الحساسة للكاش مثل نموذج الذاكرة الخارجية external-memory model وcache-oblivious model.